# Olax capuronii
Olax capuronii är en tvåhjärtbladig växtart som beskrevs av Z.S.Rogers, Malecot & Sikes. Olax capuronii ingår i släktet Olax och familjen Olacaceae. Inga underarter finns listade i Catalogue of Life.